# Klooster Jakobsberg
Het Klooster Jakobsberg is een benedictijns klooster op de Jakobsberg bij Ockenheim in het Landkreis Mainz-Bingen, Rijnland-Palts.

## Geschiedenis

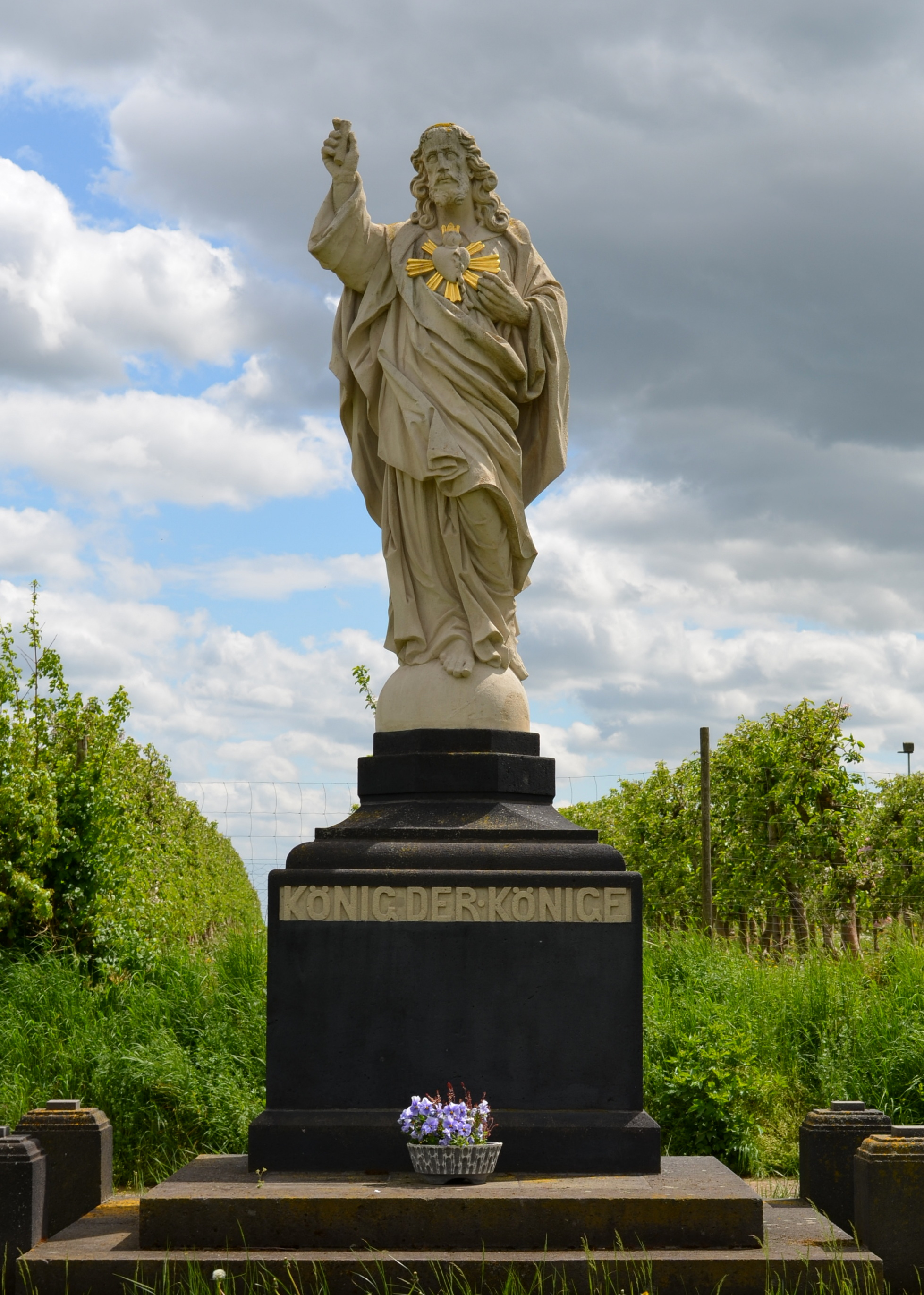
beeld Koning der Koningen bij het klooster

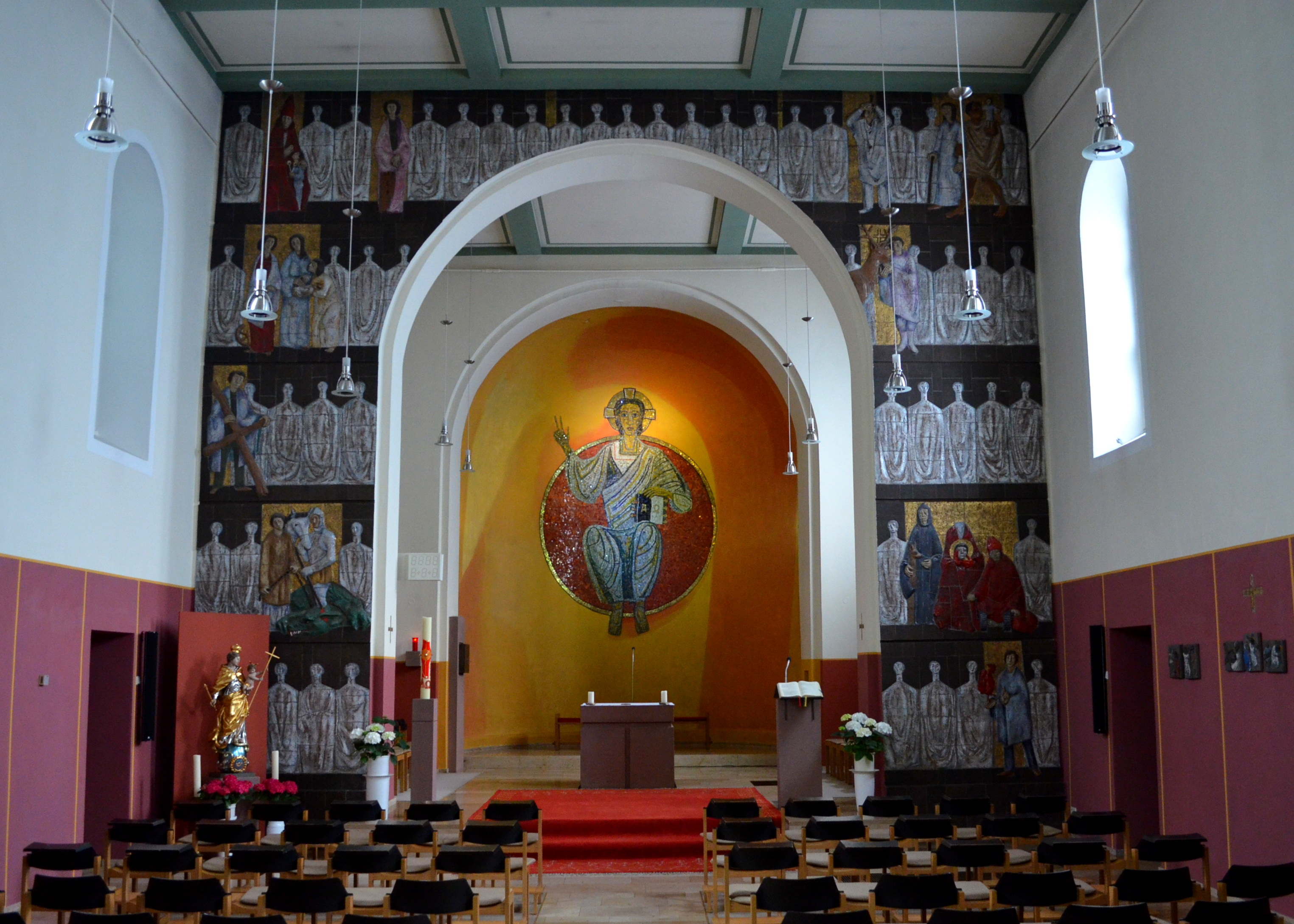
Interieur kloosterkerk

In 1720 nam de toenmalige pastoor van Ockenheim het initiatief tot een pelgrimstocht op de Ockenheimer Berg ter ere van de veertien noodhelpers. De bedevaart werd een groot succes en amper 30 jaar later werden er op de hoogtijdagen al 3000 pelgrims geteld (Ockenheim zelf kende in die tijd slechts 450 inwoners).
Aanvankelijk bestond er slechts een kleine kapel met een kluis. In 1859 werd deze eerste kapel afgebroken om tot 1862 te worden vervangen door een nieuw kerkgebouw, dat door bisschop Wilhelm Emmanuel von Ketteler werd geconsacreerd. Het interieur werd tussen 1864 en 1869 door de gebroeders Muth uit Worms voorzien van schilderijen in de Nazarener stijl. Het aansluitende woongebouw, het latere Christoffelhuis, werd iets later gebouwd.
Wegens de enorme populariteit van de bedevaart werd in de 19e eeuw het idee gevat om de zorg voor de bedevaart over te dragen aan een kloostergemeenschap. De eerste monniken, destijds trappisten uit de Nederlandse abdij Echt, betrokken de gebouwen echter pas in 1921. In tegenstelling tot hetgeen voor trappisten gebruikelijk was, hielpen de broeders bij de pastorale zorg in de omliggende parochies, vooral in Ockenheim. Dit leidde in 1930 tot de formele afschaffing van de kloostergemeenschap door de ordeleiding. Binnen vijf jaar moest er een nieuwe plaats voor de gemeenschap worden gevonden, hetgeen door de ongunstige politieke omstandigheden na 1933 niet meer lukte. De trappisten bleven dus in Ockenheim en planden zelfs nog een groter complex, maar in 1947 keerden ze ten slotte toch terug naar de abdij in Echt of de trappistenabdij van Mariawald in de Eifel.
Tussen 1951 en 1960 werd in het klooster een noviciaat van de Jezuïeten gehuisvest.
Met de onrust in Afrika in de jaren 1960 zagen veel missionerende ordes zich gedwongen hun broeders uit de crisisgebieden terug te roepen. Tegen het einde van de jaren 1960 verwierf het Benedictijnse missieklooster van Sint-Odilia in Eresing de gebouwen op de Jakobsberg om er ruimte te creëren voor de met uitwijzing bedreigde broeders. Al op 31 januari 1961 betrokken de eerste Benedictijnse monniken de gebouwen.
In het midden van de jaren 1970 begon men na te denken over de verdere ontwikkeling van het klooster op de Jakobsberg. De oude gebouwen ten oosten van de kerk werden door de geologische omstandigheden bouwvallig, de gastverblijven waren uiterst eenvoudig en voor het werken met groepen ontbrak het aan geschikte ruimten. Ook het onderkomen voor de jeugd in de voormalige pelgrimshal vereiste een dringende renovatie. Vanaf 1977 begon men met de eerste renovaties respectievelijk kleinere verbouwingen. Ook werd nagedacht om het vernieuwen van het concept van het Benedictijnse kloosterleven op de Jakobsberg. Met steun van het bisdom Mainz werd besloten een nieuw klooster te bouwen, dat eveneens voorzag in een gasten- en vormingshuis. De agrarische activiteiten van het klooster werden in 1978 opgegeven en de voormalige bedrijfsgebouwen werden verbouwd tot een jongerencentrum.
Na de toezegging van de Congregatie van de Benedictijner Zusters van de Eucharistische Koning uit de Filipijnen om zich op de Jakobsberg te vestigen, werd in 2008 begonnen met de renovatie van de kloostergebouwen. In juni 2008 werden er drie zusters naar de Jakobsberg uitgezonden en deze vormen in het Christoffelhuis een zelfstandige gemeenschap. Tegelijkertijd werd begonnen met de restauratie van de aan de veertien noodhelpers gewijde kloosterkerk. De koorboog van de kerk werd in 1972 met een keramisch reliëf van de veertien noodhelpers bekleed. Deze koorboog scheidt het koorgestoelte van het kerkschip. Het 4,5 meter hoge glasmozaïek van Christus Pantocrator van de kunstenaars Peter Paul Etz en Gustel Stein werd in 1952-1953 ontworpen en in de apsis uitgevoerd.

## Bedevaart
De bedevaart wordt jaarlijks in juli gevierd op de zondag die het dichtst bij de feestdag van de heilige Christoffel ligt (24 juli) en voert vanaf de parochiekerk in Ockenheim naar het klooster.

## Afbeeldingen

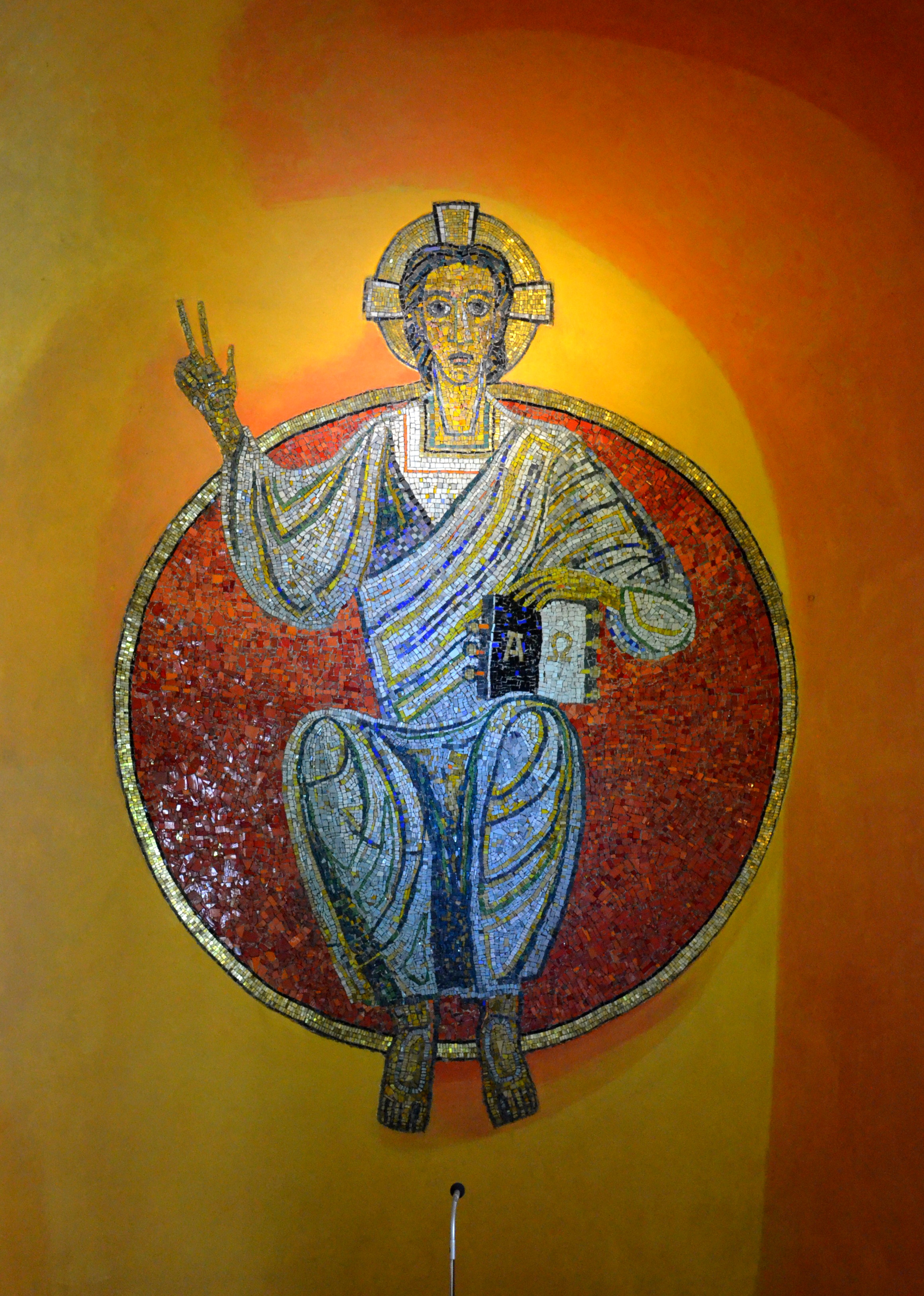
Mozaïek in de apsis
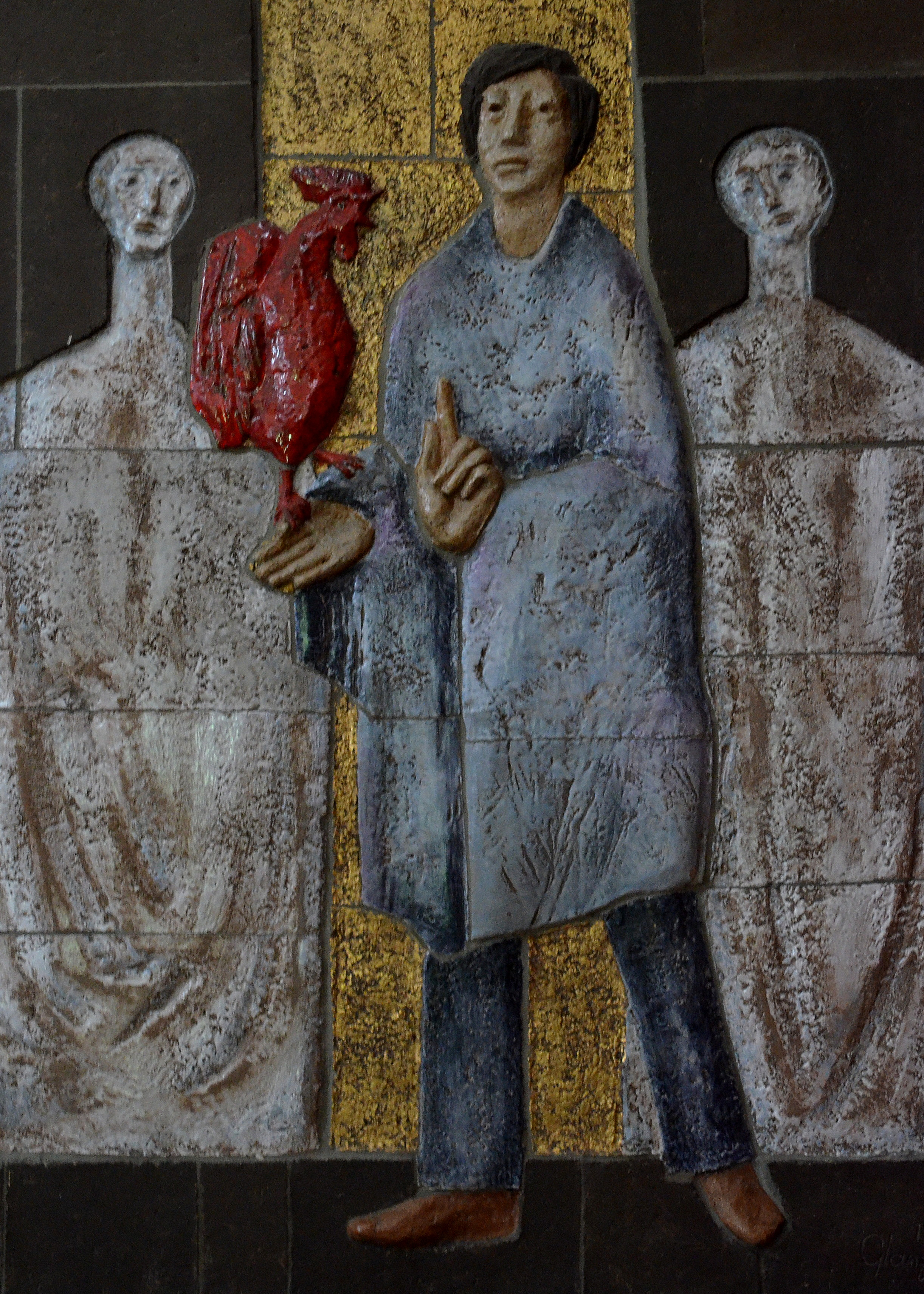
Detail keramisch reliëf koorboog (Sint-Vitus)
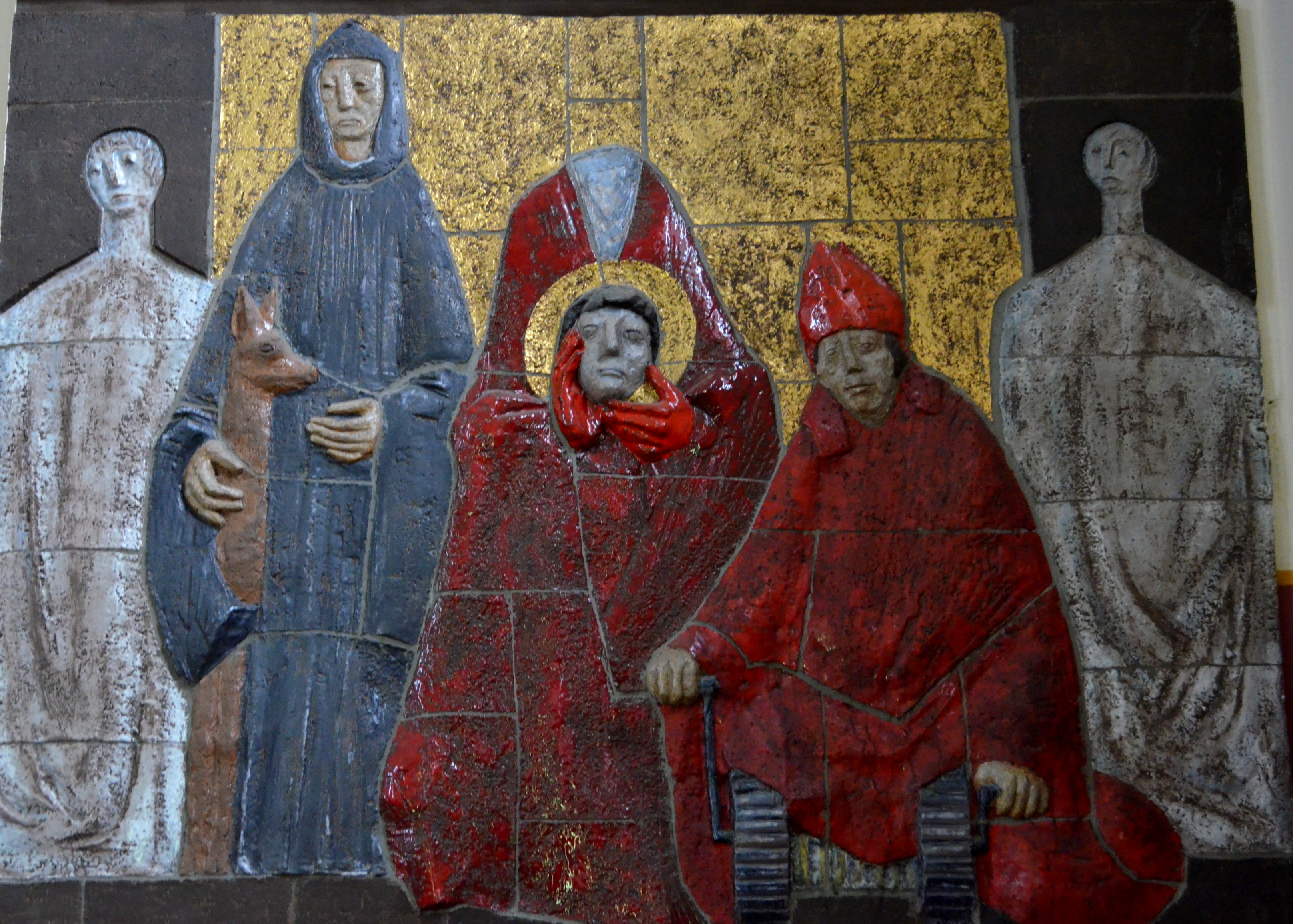
Detail keramisch reliëf noodhelpers
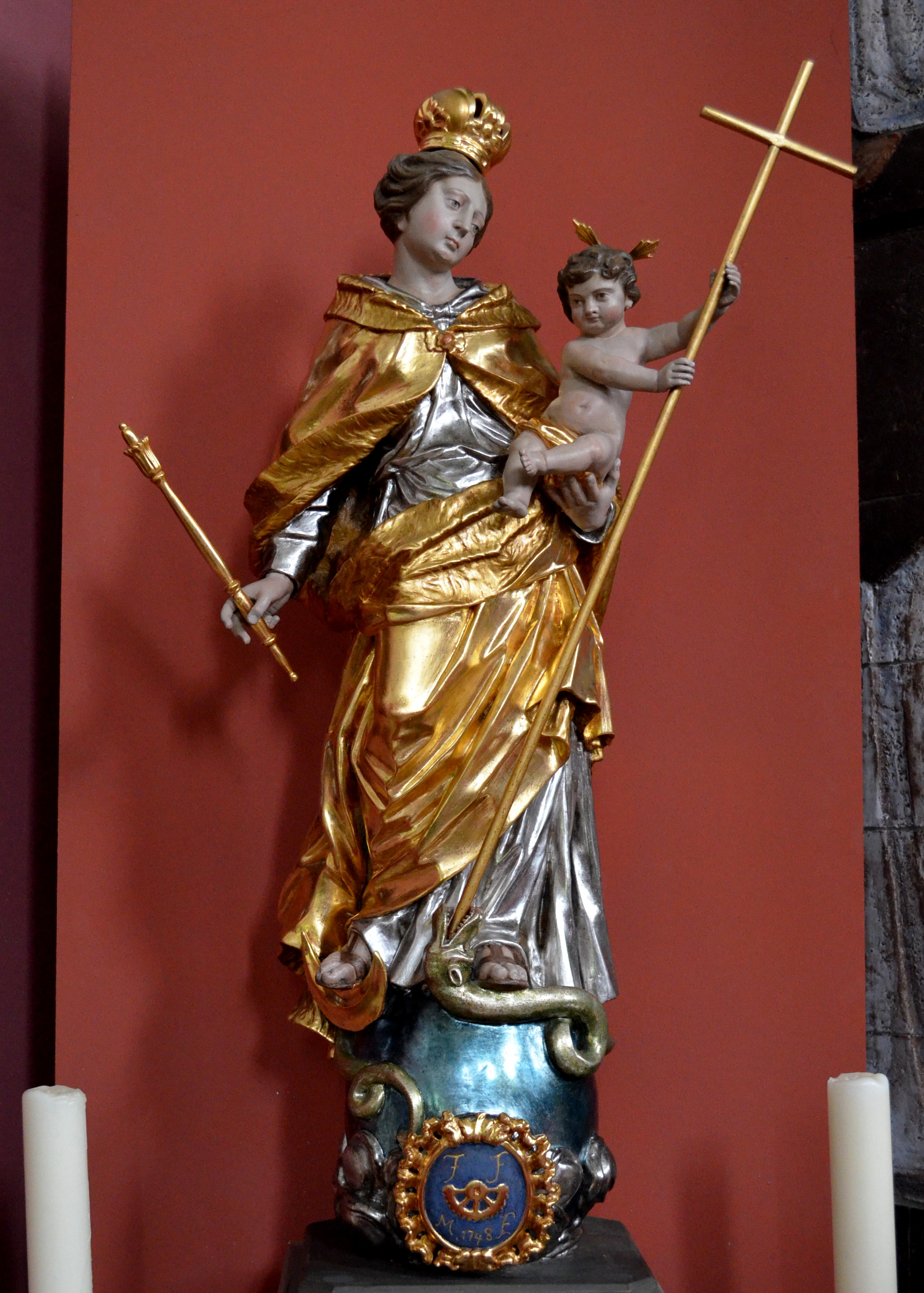
Mariabeeld